# Neometanema
A Neometanema fagotróf Euglenida-nemzetség az ostoros moszatok (Euglenozoa) törzsén belül. A Neometanemidae család és a Metanemina alrend egyetlen ismert tagja. A közeli rokon ozmotróf Aphagea csoporttal együtt alkotja a Natomonadida kládot.

## Történet
Eredeti neve Metanema volt, de ez azonosnak bizonyult a Metanema molylepkenemmel. 2016-ban Thomas Cavalier-Smith írta le a Neometanemidae családot és a Metanemina alrendet.
A Neometanema megnevezést Lee és Simpson a 2014-ben leírt N. parovalét és a Metanema Klebs 1893 nemzetség legtöbb korábbi faját tartalmazó új nemzetségként írta le.
Adl  et al. 2019-es rendszertanában a Heteronematina Leedale 1967 csoportba sorolta, de ez parafiletikus lehet, és ekkor nem volt ismert részletes filogenetika a fagotróf Euglenida-fajokról: a például a sejtszáj meglétén vagy hiányán és hasonló morfológiai jellemzőkön alapuló hagyományos rendszertanok mesterséges csoportokat alakítottak ki.

## Leírás
A Neometanema egysejtű ostoros nemzetség, mely 2 egyenlő hosszúságú ostorral úszik. A sejtek lapultak, és látható sejtszájjal rendelkeznek. Az Euglenidára jellemző módon a sejtfelszín alatt pellikulacsíkjai vannak – szám szerint 22 –, melyek helikálisan rendeződnek el a sejten át. A Spirocuta más kládjaihoz hasonlóan a Neometanema képes metabóliára, de kevésbé, mint más fajok. A közeli rokon Heteronema és Anisonema nemzetségektől megkülönbözteti mindkét ostort használó csúszó, de nem sikló mozgása.
A Neometanema parovale a fagotróf ostoros moszatok kevés ultraszerkezetileg jól tanulmányozott fajának egyike. Ventrális axonémás sávja alján elektronsűrű terület található. Sejtmagjában a nukleólusz központi helyzetű, benne íves keresztmetszetű nyúlvány található.

## Életmód
Endoszimbionta baktériumokkal rendelkezik.

## Fordítás
Ez a szócikk részben vagy egészben  a   Neometanema című angol Wikipédia-szócikk ezen változatának fordításán alapul.  Az eredeti cikk szerkesztőit annak laptörténete sorolja fel. Ez a jelzés csupán a megfogalmazás eredetét és a szerzői jogokat jelzi, nem szolgál a cikkben szereplő információk forrásmegjelöléseként.